# U.S. Route 85
Pour les articles homonymes, voir Route 85.
La U.S. Route 85 (US 85) est une US Route sud–nord de 1 479 miles (2 380 km) qui voyage dans les Montagnes et les Plaines du nord des États-Unis. Le terminus sud de la route est à la frontière mexicaine à El Paso, Texas, se connectant à la Route fédérale 45. Le terminus nord de la route est à la frontière canadienne à Fortuna, Dakota du Nord, où la route continue vers le nord comme Saskatchewan Highway 35, en Saskatchewan. La route fait partie de la CanAm Highway.

## Description du tracé
|       | mi    | km    |
| ----- | ----- | ----- |
| TX    | 21    | 34    |
| NM    | 483   | 777   |
| CO    | 310   | 499   |
| WY    | 256   | 412   |
| SD    | 154   | 248   |
| ND    | 255   | 410   |
| Total | 1 479 | 2 380 |

La route traverse le Texas, le Nouveau-Mexique, le Colorado, le Wyoming, le Dakota du Sud et le Dakota du Nord. Entre Las Cruces, Nouveau-Mexique et Fountain, Colorado, la US 85 forme un long multiplex avec l'I-25 et n'est pas indiquée.

### Texas
La US 85 débute au Texas à la frontière mexicano-américaine et partage son terminus avec celui de la US 62. La route se dirige vers le nord en traversant la ville d'El Paso et longe le Rio Grande, frontière naturelle entre les deux pays. La route rejoint alors l'I-10 et forme un multiplex avec l'autoroute vers le nord, jusqu'à la frontière avec le Nouveau-Mexique.

### Nouveau-Mexique
La US 85 n'est pas indiquée dans l'état. Elle existe uniquement sur papier afin de maintenir la continuité entre les sections indiquées au Colorado et au Texas. À l'exception d'un segment de quatre miles (6,4 km) dans la ville de Las Vegas, la US 85 au Nouveau-Mexique est entièrement en multiplex avec des Interstates. Pour les premiers 20 miles (32 km), elle partage son tracé avec l'I-10 et, au terminus sud de l'I-25, rejoint cette autoroute pour tout son tracé dans l'état.
De la frontière avec le Texas jusqu'à Las Cruces, la US 85 forme un multiplex avec l'I-10. À Las Cruces, elle rejoint l'I-25 vers le nord-ouest. À Truth or Consequences, la route bifurque vers le nord-est et passe par Socorro et Los Lunas avant d'atteindre Albuquerque. Elle traverse la ville du sud au nord et bifurque vers le nord-est jusqu'à Santa Fe. Elle passe dans le Parc national historique de Pecos et contourne des montagnes. C'est pourquoi elle prend la direction du sud-est (en étant l'I-25 / US 85 nord), du nord-est et encore du sud-est, jusqu'à Bernal, où elle s'aligne désormais vers le nord-est.
La route atteint Las Vegas et se détache pour la seule fois de l'I-25. Elle traverse la ville sur quatre miles (6,4 km) avant de réintégrer l'I-25. Les deux routes se dirigent vers le nord-est et passent par Wagon Mound, Springer, Maxwell et Raton, où la US 87 rejoint le multiplex, avant d'atteindre la frontière avec le Colorado.

### Colorado
La US 85 entre au Colorado en multiplex avec l'I-25 et la US 87. Les routes passent par Trinidad, Walsenburg, Colorado City, Pueblo, Colorado Springs et Denver. Au nord du centre-ville de Denver, la US 85 quitte l'I-25 / US 87 et rejoint l'I-70 sur une courte distance. Elle quitte l'autoroute avec la US 6 et les routes se dirigent vers le nord-est. Elles rencontrent l'I-76 et forment un court multiplex avec celle-ci. À Henderson, la US 85 se retrouve seule sur son tracé pour la première fois depuis El Paso, au Texas. Elle se dirige vers le nord et passe par Brighton. Elle suit un tracé parallèle à celui de l'I-25 sur environ 75 miles (121 km) en passant par Fort Lupton, Platteville, La Salle, Evans, Greeley, Eaton, Ault, Pierce et Nunn avant de passer la frontière avec le Wyoming.

### Wyoming
La US 85 entre au Wyoming environ huit miles (13 km) au sud de Cheyenne. Àelle croise l'I-80 et forme un multiplex avec l'I-180. Cette autoroute n'en est pas réellement une car elle a des intersections dans le centre-ville. Au nord de la ville, elle rejoint l'I-25 / US 87 dans un multiplex de cinq miles (8,0 km) jusqu'à ce que la US 85 quitte l'autoroute pour se diriger vers le nord-est en direction de Meriden. À partir de là, elle prend la direction du nord pour atteindre Torrington, où elle rencontre la US 26 et forme un multiplex avec celle-ci jusqu'à Lingle. Depuis Lingle, la US 85 se dirige vers le nord et, 47 miles (76 km) plus loin, rencontre la US 20 et la US 18 à Lusk. Elle partage son tracé avec la US 18 sur 47 miles (76 km) et, 33 miles (53 km) plus au nord, rencontre la US 16 près de Newcastle. Elle se poursuit vers le nord et, 29 miles (47 km) plus loin, elle atteint la frontière avec le Dakota du Sud dans les Black Hills.

### Dakota du Sud
La US 85 entre dans l'état dans les Black Hills. Elle se dirige vers le nord-est jusqu'à Cheyenne Crossing, où elle rencontre la US 14A. Elle forme un multiplex avec la route jusqu'au nord de Deadwood, où la US 85 prend la direction du nord. À l'est de Spearfish, elle rencontre l'I-90. Les routes forment un multiplex vers l'ouest jusqu'à Spearfish. Les routes se séparent et la US 85 se dirige vers le nord. Elle passe par Belle Fourche, Redig, Buffalo et Ludlow avant d'atteindre la frontière avec le Dakota du Nord.

### Dakota du Nord
La US 85 entre au Dakota du Nord dans le sud-ouest de l'état. La première ville qu'elle rencontre est Bowman à la jonction avec la US 12. Poursuivant son trajet vers le nord, elle passe entre les deux points culminants de l'état, White Butte et Black Butte. Près d'Amidon la US 85 se dirige vers l'est sur neuf 9 miles (14 km) avant de reprendre la direction du nord le long du Little Missouri National Grassland pour environ 125 miles (201 km). Près de Belfield, elle rencontre l'I-94. Elle continue vers le nord, passe par les Badlands, traverse la rivière Little Missouri et longe le Parc national Theodore Roosevelt.
Elle atteint finalement Watford City où elle se dirige vers l'ouest sur 16 miles (26 km). Elle reprend son alignement vers le nord un peu avant Alexander. Elle contourne la ville et continue vers le nord. Au sud de Williston, elle traverse la rivière Missouri. Elle contourne Williston et rencontre la US 2. Les routes forment un multiplex sur quelques miles. Lorsque les routes se séparent, la US 85 continue son tracé vers le nord. Elle ne passe par aucune ville avant d'atteindre Fortuna. C'est la dernière ville rencontrée par la route avant que celle-ci n'atteigne la frontière avec le Canada. Au-delà de la frontière, la route continue en Saskatchewan comme Autoroute 35 en direction de Weyburn et Qu'Appelle, à l'est de Regina.

## Intersections majeures
Texas
 US 62 / Benito Juárez Street à la frontière mexicano-américaine à El Paso. La US 62 / US 85 forment un multiplex dans la ville.
 I-10 / US 180 à El Paso. Les routes forment un multiplex jusqu'à Las Cruces, Nouveau-Mexique.
Nouveau-Mexique
 I-25 à Las Cruces. Les routes forment un multiplex jusqu'à Fountain, Colorado.
 US 70 à Las Cruces
 US 380 à l'ouest de San Antonio
 US 60 à Socorro. Les routes forment un multiplex jusqu'au sud d'Abeytas.
 I-40 à Albuquerque
 US 550 à Bernalillo
 US 84 / US 285 au sud de Santa Fe. La US 84 / US 85 forment un multiplex jusqu'à Romeroville. La US 85 / US 285 forment un multiplex jusqu'à Eldorado at Santa Fe.
 US 64 au sud de Raton. Les routes forment un multiplex jusqu'à Raton.
 US 64 / US 87 à Raton. La US 85 / US 87 forment un multiplex jusqu'à Fountain, Colorado.
Colorado
 US 160 à Trinidad. Les routes forment un multiplex jusqu'à Walsenburg.
 US 50 à Pueblo. Les routes forment un multiplex dans la ville.
 US 24 à Colorado Springs. Les routes forment un multiplex dans la ville.
 US 285 à Denver
 I-25 / US 87 à Denver. Les routes forment un multiplex dans la ville.
 US 6 à Denver. Les routes forment un multiplex jusqu'aux environs de Commerce City.
 US 40 / US 287 à Denver
 I-70 à Denver. Les routes forment un multiplex dans la ville.
 I-270 / US 36 à Commerce City
 I-76 à Commerce City. Les routes forment un multiplex dans la ville.
 US 34 à Evans. Les routes forment un multiplex jusqu'à Greeley.
Wyoming
 I-80 / I-180 à Cheyenne. L'I-180 / US 85 forment un multiplex dans la ville.
 US 30 à Cheyenne
 I-25 / US 87 à Cheyenne. Les routes forment un multiplex jusqu'à Ranchettes.
 US 26 à Torrington. Les routes forment un multiplex jusqu'à Lingle.
 US 18 / US 20 à Lusk. La US 18 / US 85 forment un multiplex jusqu'au nord-est du comté de Niobrara. La US 20 / US 85 forment un multiplex dans la ville.
 US 16 à Newcastle
Dakota du Sud
 US 14A à Cheyenne Crossing. Les routes forment un multiplex jusqu'à Deadwood.
 US 385 à Deadwood
 I-90 / US 14 à Spearfish. Les routes forment un multiplex jusqu'au nord de Spearfish.
 US 212 à Belle Fourche
Dakota du Nord
 US 12 à Bowman. Les routes forment un multiplex dans la ville.
 I-94 à Belfield
 US 2 à l'ouest de Williston
 US 2 au nord de Williston. Les routes forment un multiplex sur 7 miles (11 km).
 Autoroute 35 à la frontière canado-américaine au nord de Fortuna

## Routes auxiliaires
- US 285, route sud-nord reliant Sanderson, Texas à Denver, Colorado en passant par le Nouveau-Mexique.
- US 385, route sud-nord reliant le Parc national de Big Bend, Texas à Deadwood, Dakota du Sud en passant par l'Oklahoma, le Colorado et le Nebraska.